# La Circoncision (Veneto)
Pour les articles homonymes, voir La Circoncision.
La Circoncision – en italien Circoncisione di Gesù – est un tableau réalisé par le peintre italien Bartolomeo Veneto en 1506. De format horizontal, cette peinture à l'huile exécutée sur bois de peuplier est une peinture chrétienne qui représente la circoncision de l'Enfant Jésus en présence d'une dizaine de personnes, dont sa mère Marie, qui le tient assis. Offerte en don par Michael Friedsam en 1925, l'œuvre est conservée au musée du Louvre, à Paris, en France.